# 우크라이나 침공 목록
다음은 역사상 우크라이나 영토를 침공한 사건 목록이다.
- 몽골의 키예프 루스 침공
  - 키예프 공방전 (1240년)
- 흐멜니츠키 봉기
  - 바토 전투
- 러시아-폴란드 전쟁 (1654년-1667년)
  - 코노토프 전투 (1659년)
- 제2차 세계 대전
  - 소련의 폴란드 침공 - 소련이 1939년 9월 폴란드를 침공하여 우크라이나 서부까지 침공
  - 바르바로사 작전 - 나치 독일이 1941년 6월 동맹국 루마니아의 지원을 받아 우크라이나를 포함한 소련을 침공
- 러시아-우크라이나 전쟁
  - 러시아의 크림반도 합병
  - 돈바스 전쟁
  - 러시아의 우크라이나 침공

## 같이 보기
- 우크라이나가 참전한 전쟁 목록